# Andy Tielman
Andy Tielman (30 de mayo de 1936-10 de noviembre de 2011) fue un influyente artista indo (euroasiático), reconocido como el "padrino" del Indorock, el estilo de rock and roll interpretado por artistas indo en las décadas de 1950 y 1960. Se le considera una de las figuras más importantes de la música popular neerlandesa, y "desafió la noción de que el primer rock and roll era un fenómeno de músicos blancos y negros de América".

## Indias Orientales Neerlandesas
Andy Tielman nació en Makassar, Célebes, Indias Orientales Neerlandesas, el 30 de mayo de 1936. Tanto su padre, un capitán de la KNIL llamado Herman Tielman, como su madre, Flora Laurentine Hess, eran indoeuropeos. Además de Andy, la pareja tuvo 5 hijos: Reggy, Phonton, Loulou (Lawrence) y Jane (Janette Loraine). Cuando los japoneses invadieron las Indias, el mayor de los Tielman fue encarcelado; Andy y sus hermanos fueron cuidados por su madre. Más tarde recordó: "Cuando llegó la guerra, el mundo se rompió. Todo mi mundo se vino abajo".
Tras la rendición de los japoneses en 1945, la familia se reunió. Para entonces, Andy y sus hermanos interpretaban estándares de jazz en funciones privadas utilizando la formación musical que les había dado su padre. Al cabo de medio año actuaban en toda la naciente Indonesia, que había proclamado su independencia tras la rendición japonesa. El repertorio de los hermanos incluía tanto música americana como tradicional indonesia.
Cuando los Países Bajos reconocieron formalmente la independencia de Indonesia en 1949, los hermanos Tielman se habían convertido en un nombre familiar; incluso actuaron para el Presidente Sukarno en su palacio de Yakarta. En 1951, Arthur "Guitar Boogie" Smith les presentó la canción "Guitar Boogie". En una entrevista, Tielman recordó: "Esta fue la primera canción que mis hermanos y yo convertimos en rock 'n roll añadiéndole la batería". La banda empezó a tocar música de rock and roll de Les Paul, Elvis Presley, Little Richard, Bill Haley, Fats Domino, Chuck Berry y Gene Vincent. Además de la banda familiar, Andy también tocó con la banda de Dolf de Vries, The Starlights, en Yakarta, así como con la banda hawaiana de Freddy Wehner en Sumatra.
A finales de la década de 1950 aumentaron las normas y regulaciones antineerlandesas, lo que condujo a una escalada del conflicto de Nueva Guinea Neerlandesa; se temía que se repitiera la violencia de Bersiap. Se confiscaron negocios y otras propiedades holandesas, se interrumpieron los servicios sociales neerlandeses, se prohibieron las escuelas neerlandesas y se expulsó a los últimos ciudadanos neerlandeses. Los sentimientos antineerlandeses también afectaron a las celebridades indo, incluidos los hermanos Tielman, y cuando se les presionó para que renunciaran a su nacionalidad holandesa, la familia se repatrió a los Países Bajos.

## Europa
En 1957, la familia Tielman se trasladó a los Países Bajos, primero a una pensión en Breda y después a La Haya. Los primeros años en Holanda fueron difíciles. Tielman recordó más tarde que su primera pensión era "realmente triste" y dijo que la música era lo único que les hacía seguir adelante. Los hermanos, que necesitaban instrumentos nuevos, entraron en una tienda de música para sustituir la guitarra rota de Andy. El propietario le prohibió tocar nada, hasta que los hermanos tocaron algunas melodías de Elvis para el dueño y su familia. Después, Tielman recibió una guitarra con descuento y solo un pequeño pago inicial.
Andy y sus hermanos empezaron a tocar en un hotel por sólo 2,50 florines a la semana. Poco a poco consiguieron hacerse con una base de fans entre los jóvenes rebeldes y sus compañeros músicos; sin embargo, no eran apreciados por el establishment holandés ni por la prensa generalista. En la radio y la televisión nacionales, influyentes creadores de opinión como Mies Bouwman y Willem Duys criticaron y desestimaron la música de los hermanos.
Tras un exitoso espectáculo en la Exposición Universal de Bruselas (Bélgica) en 1958, los hermanos Tielman fueron contratados por una compañía belga para grabar el primer sencillo de rock 'n' roll neerlandés, "Rock Little Baby of Mine". El extravagante espectáculo de la banda, sus acrobacias en el escenario y su sonido estridente eran inéditos en los Países Bajos. La banda pronto empezó a actuar a nivel internacional. Tielman recordó más tarde que, aunque se les llamaba "violadores de la música", los chicos neerlandeses sabían exactamente lo que estaba pasando. Los hermanos Tielman también fueron los primeros en tocar guitarras Gibson Les Paul en Europa.
En Alemania, el grupo se hizo popular y grabó algunas canciones en alemán. Tocaron en muchos locales en directo en la zona de Reeperbahn de Hamburgo, una ciudad con muchos soldados estadounidenses y una animada escena musical. Andy Tielman impresionó a los músicos alemanes y británicos que tocaban allí. En una entrevista posterior con Rolling Stone, George Harrison reflexionó sobre su periodo en Hamburgo, refiriéndose con entusiasmo a "Andy, el hombre de Indo". Tielman y su banda disfrutaron de una exitosa carrera musical por toda Europa hasta la aparición de la música beat británica encabezada por The Beatles.

## Asia-Pacífico
Aunque disfrutó del éxito en Europa, Tielman se enfadó por las acciones histéricas de los fans, que incluían casos en los que las mujeres se cortaban las venas delante del escenario para llamar su atención. En la entrevista televisiva de 1990 con Sonja Barend, Tielman dijo: "No es nada de lo que estar orgulloso. [...] Es muy, muy triste. [...] Simplemente no podía soportarlo más. [...] Tal vez los Beatles podrían soportar ese tipo de cosas. Yo no".
A finales de los años 70, Tielman puso fin bruscamente a su carrera musical y abandonó a su familia y sus propiedades para vivir como ermitaño en las selvas de Kalimantan entre el pueblo Dayak. En la entrevista televisiva con Sonja Barend recuerda: "Los Dayak cazaban monos para comer. Yo sólo cazaba gallinas salvajes". Durante más de dos años pasó desapercibido y meditó hasta que una admiradora lo localizó en los bosques de Bali. Durante más de un año, la joven alemana, que más tarde se convertiría en su esposa, Carmen Tielman, se quedó allí con él hasta que decidió volver al mundo "civilizado" y retomar su carrera.
Tielman se trasladó entonces a Australia y vivió allí durante 5 años. En la década de 1980 recorrió Asia, Australia, Nueva Zelanda y Hawái. De vez en cuando volvía a los Países Bajos, donde poco a poco reinició su carrera discográfica. Tras la publicación del influyente libro Rockin Ramona en 1989, los Países Bajos redescubrieron y rehabilitaron a sus pioneros musicales y Tielman obtuvo cada vez más reconocimiento como padre fundador de la música pop neerlandesa.

## Países Bajos
Finalmente, Tielman regresó a los Países Bajos a tiempo completo. En 1990 tocó en un concierto de reunión con los hermanos Tielman. Ese mismo año publica un álbum en solitario, titulado Now And Forever, seguido en 1994 y 1995 de giras por el Caribe y Norteamérica. En 1997 publicó el álbum Loraine Jane, que lleva el nombre de su única hija. Ese año también encabeza un festival en conmemoración de Elvis Presley en el Centro de Convenciones RAI de Ámsterdam.
En 1998, el álbum Loraine Jane se presentó en el Pasar Malam Besar de La Haya. El 31 de octubre de 1998, Tielman celebró su 50.º aniversario como artista con un espectáculo en el Houtrusthallen de La Haya. En vísperas de este aniversario, Andy Tielman recibió mucha publicidad en los medios de comunicación holandeses; artistas holandeses consagrados como Herman Brood y Wally Tax expresaron su admiración por su legado musical. En 1999 Andy Tielman realizó una gira por Estados Unidos.
En 2003 Andy Tielman grabó un nuevo álbum en Ámsterdam. En 2004 grabó un DVD en directo en el Kurhaus de Scheveningen titulado It's My Life. En 2005 el DVD se presentó oficialmente en el Pasar Malam Besar de La Haya.
En 2005, Tielman fue nombrado miembro de la Orden de Orange-Nassau. Tras el tsunami de Aceh en 2004, apareció en la gala benéfica nacional neerlandesa para las víctimas con otros dos artistas indo, Dinand Woesthoff (de Kane) y René van Barneveld (ex de Urban Dance Squad), interpretando las canciones tradicionales indonesias "Rayuan Pulau Kelapa" y "Ole sio sayang e". En 2007, Tielman tocó con Chris Latul (antes de Massada) en Utrecht, para celebrar el 60.º aniversario de la Fundación Pelita, la organización de servicios sociales para los indos neerlandeses más antigua.
En 2008, con motivo del 50.º aniversario del sencillo "Rock Little Baby of Mine", la Fundación 50 Years of Nederpop de Groningen organizó un festival de un fin de semana. El 3 de octubre actuó en el Heineken Music Hall de Ámsterdam durante el festival 50 Years of Nederpop Live. En 2008 fue cabeza de cartel en las celebraciones nacionales del 5 de mayo, Día de la Liberación, en La Haya. Con el grupo Indorock Tjendol Sunrise, grabó el álbum 21st Century Rock, que incluye nuevas versiones de éxitos de los hermanos Tielman, varias canciones nuevas, así como una nueva versión de "Rock Little Baby of Mine". En la feria Tong Tong, se asoció con el guitarrista Jan Akkerman para un concierto único.
En otoño de 2009, Tielman cayó enfermo y canceló una gira programada cuando se le diagnosticó un cáncer. En noviembre fue operado. Para el 19 de diciembre se había recuperado lo suficiente como para dar una breve actuación en Drachten, y en marzo de 2010 tocó un espectáculo en el Benidorm Palace en España, apoyado por otros actos, como Riem de Wolff de The Blue Diamonds. Durante la edición de 2011 del festival Indo la Feria Tong Tong, Tielman celebró su 75 cumpleaños y dio un concierto de despedida con las entradas agotadas en el Teatro Bintang. El 10 de noviembre de 2011, Tielman murió de cáncer.